# Belejringen af Paris (885-86)
 For alternative betydninger, se Belejringen af Paris. (Se også artikler, som begynder med Belejringen af Paris)
Belejringen af Paris i 885–886 var en del af et vikingetogt på Seinen, i kongeriget Vestfranken. Belejringen var den vigtigste begivenhed i Karl den Tykkes regeringstid, og et vendepunkt i karolingernes dynasti og Frankrigs historie. Den viste også frankerne hvor strategisk vigtig Paris var på et tidspunkt, hvor den var blandt de største byer i Frankrig. Belejringen blev beskrevet af et øjnvidne i det latinske digt Bella Parisiacae urbis af Abbo Cernuus.
Med hundreder af skibe og muligvis titusinder mænd ankom vikingerne uden for Paris i slutningnen af november 885, hvor de i første omgang krævede en betaling. Dette nægtede Odo, greve af Paris på trods af, at han kunne skafe nogle få hundrede soldater til at forsvare byen. Vikingerne angreb med en række forskellige belejringsmaskiner, men formåede ikke at ødelægge bymuren efter nogle intense dage med angreb. Belejringen blev opretholdt efter det første angreb, men uden nogle store angreb i det kommende måneder. Mens belejringen stod på, forlod de fleste vikinger Paris for i stedet at plyndre oppe af floden. Vikingerne gjorde det sidste forsøg på at overtage byen i sommeren 886 uden held, og i oktober ankom Karl den Tykke med sin hær.
Til frustration for pariserne, der havde kæmpet for at forsvare byen mod vikingerne så læng, så angreb Karl ikke vikingerne, men tillod dem i stedet at sejle længere op af Seinen for at plyndre i Bourgogne (hvor der var oprør), og han lovede dem en betaling på 700 livres (257 kg) sølv. Odo, der kritiserede dette meget, forsøgte at modsætte sig Karl den Tykkes aftale, og da Karl døde i 888 blev Odo valgt som den første ikke karolingeske konge over frankerne.